# Iónie

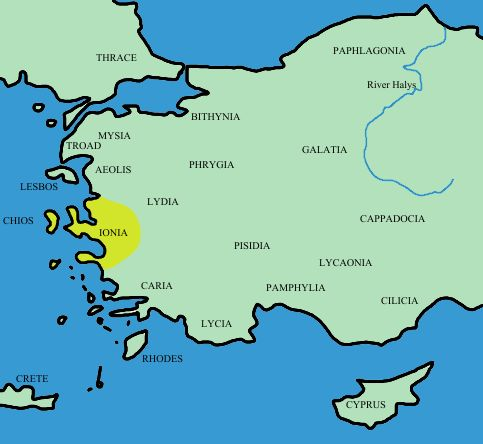
Starověká Iónie

Iónie (řecky Ιωνία, Ἰωνίη Iónia, Iónié) je historické území v Malé Asii (současném západním Turecku) u Egejského moře. Do tohoto kraje se většinou zařazují i přilehlé ostrovy, které v současnosti patří Řecku, a to Lesbos, Chios a Samos. Kraj Iónie byl až do roku 1923 obýván především Řeky.

## Geografie
Iónie se nachází na středozápadě Malé Asie, zahrnuje Erythrejský poloostrov (řecky Chersonisos tis Erythrea, turecky Karaburun Yarımadası), na jihu je Iónie ohraničena Halikarnaským poloostrovem. Krajem protéká řeka Gediz (řecky Hermosa). Kraj hraničí s historickými územími Eolií, Lýdií a Kárií.

## Dějiny

### Starověk
Před příchodem Řeků byla Iónie domovem paleoanatolského etnika. Řecký kmen Iónů se zde začal usazovat přibližně od 13. století př. n. l. a do Iónie přišel pravděpodobně z pevninského Řecka. Ostrov Lesbos však osídlil kmen Aiólů. Iónové zde založili mnoho měst a následně se smísili s původním obyvatelstvem, které tvořilo část obyvatelstva (fýly) ve městech. Na některých místech se smísili i s aiólským obyvatelstvem, jako například ve Smyrně. Kromě nich se smísili i s Dóry a řeckými Pelasgy, všechno toto obyvatelstvo se v pozdějším období ionizovalo. Nejznámější města Iónů zde byla Milétos, Smyrna, Priéné, Keos, Efesos, Kolofón, Lebedos, Teos, Klazomenai, Erythrai, Fókaia, Chios, Samos a aiólská Mytiléna. Iónská města se sdružila do iónské dodekapole. Maloasijští Řekové z Iónie byli vyspělí, dostávali se do kontaktu s vyspělými orientálními civilizacemi, hlavně s Lýdy, a proto právě zde vznikla klasická řecká antická kultura. Pocházel odsud pravděpodobně i Homér, právě v Iónii se zrodila řecká literatura, epos a řecká filozofie. Město Milétos patřilo k nejvýznamnějším řeckým městům a bylo nejaktivnější během řecké kolonizace. Miléťané založili mnoho osad po celém Středomoří. Iónští Řekové však byli v častém ohrožení, čelili útoku Kimmeriů, později podlehli Lýdům a nakonec Persii, proti níž i povstali. Oblast byla osvobozena až Alexandrem Velikým. V následujícím helénistickém období města opět prosperovala, podobně jako i v římské době, přestože zde v 1. století př. n. l. Řekové pod vedením Mithridata proti Římu povstali, byli však poraženi. Vyspělá kultura přetrvala i během římské doby, zvýšila se prosperita Smyrny, významný byl i Efesos. Přibližně od helénistické doby se pojmenování Iónie začalo používat i na přilehlá území s městy jako Sardy, Filadelfia, Pergamon, Magnesia či Thyatira vzhledem k tomu, že se zde usadilo řecké obyvatelstvo a celé území bylo helenizováno. Od 1. století se zde rozšířilo křesťanství, které postupně vytlačilo pohanské kulty.

### Byzantské období
Iónie prosperovala i pod byzantskou nadvládou, v 6. století prožívá největší rozmach město Filadelfia, které mělo přezdívku Nea Athenai (Nové Athény), udrželo se zde i pohanské náboženství, které však v následujících letech zcela vymizelo. Iónie si udržela svou vyspělou kulturu, právě v Efesu kontinuálně existovaly antické umělecké dílny, ačkoli později se význam některých míst snížil, nejvyspělejším městem byla Filadelfie, a také Thyatira, udržela se i Smyrna, Sardy, Efesos a Priéné, tehdy známá jako Sampson. Poté, co roku 1204 rozvrátili křižáci Byzantskou říši, patřila Iónie řeckému Nikájskému císařství, které v roce 1261 po dobytí Konstantinopole obnovilo Byzanc. Ještě před nastolením nikájské moci však Iónii vládl místní magnát Savvas Asidinos z města Sampson. Z Iónie, konkrétně z města Filadelfia, pocházel byzantský císařský rod Angelovců. Ve 14. století oblast ovládli Turci, kteří zde svou moc prosadili definitivně po dobytí Konstantinopole v roce 1453.

### Turecké období

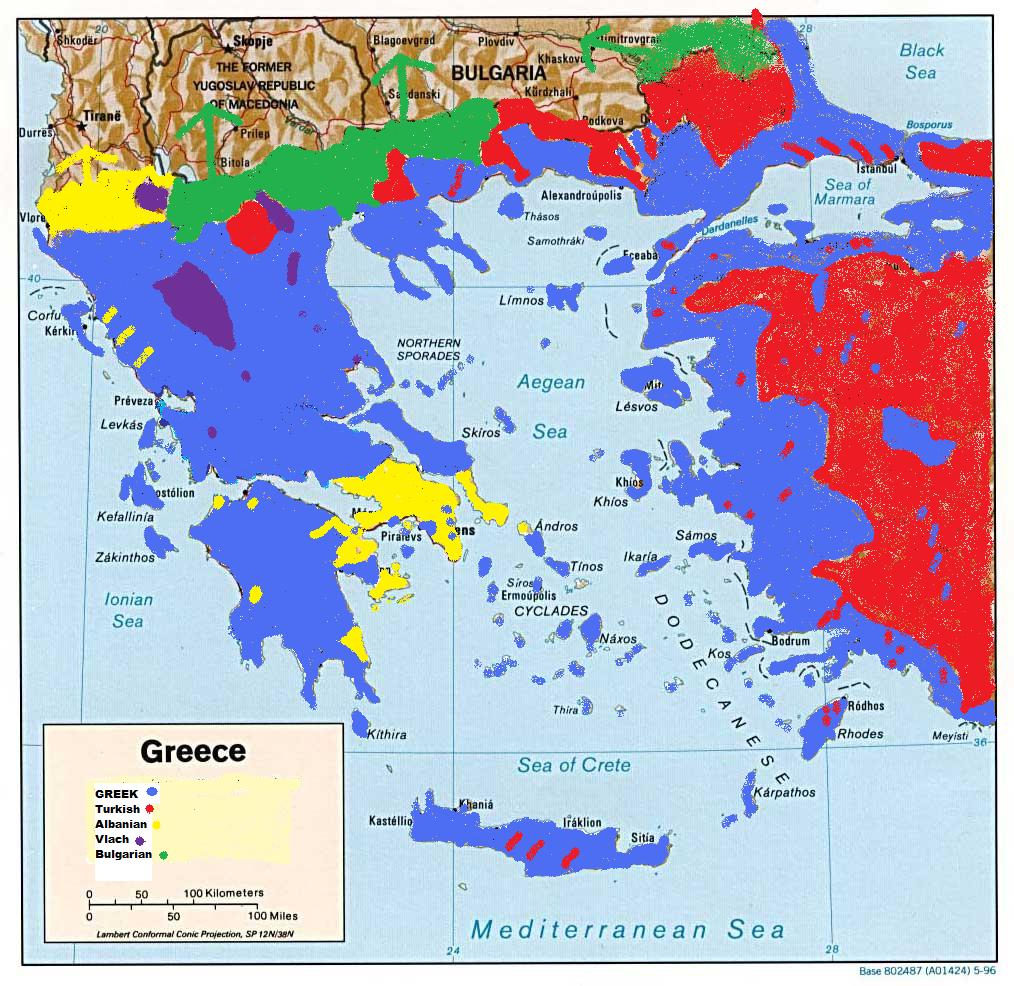
Etnická mapa jižního Balkánu a Malé Asie do roku 1923
Řekové
Turci
Albánci
Arumuni
Bulhaři

V Iónii se neusadilo mnoho tureckého obyvatelstva, ale velké množství Řeků mezi 14.–16. století přestoupilo na islám a poturčili se, mnoho Řeků také odešlo do Istanbulu, jiná část místního řeckého obyvatelstva emigrovala do Epirského despotátu během nadvlády Evropanů ve 13. století. Mnozí Řekové, kteří si uchovali své náboženství a tradice, však začali mluvit turecky. Situace se obrátila ve prospěch Řeků mezi 17.–18. století, kdy se do Iónie přistěhovalo řecké obyvatelstvo z jiných končin, hlavně z Egejských ostrovů, Kréty, Kypru a částečně i z Peloponésu. Řeků bylo tak mnoho, že se muslimské obyvatelstvo dostalo do postavení menšiny, splynuli s původním zachovaným řeckým obyvatelstvem a zabránili dalšímu poturčování, Iónie zůstala opět řecká. Ve 14. století zde bylo založeno město Aydın (řecky Aidin), kde se v následujících stoletích usadilo asi 10 000 Řeků hlavně z kraje Epirus. Na počátku 17. století Řekové z Lesbosu založili na pobřeží město Kydonía (dnes Ayvalı), později se zde usadili i Řekové až z epirské vesnice Chormovo v kraji Tepelena v současné Albánii. Začátkem 17. století v Pergamu žilo pouhých 100 původních Řeků, ostatní byli islamizovaní, ale v průběhu století se zde usadili Řekové z různých končin, hlavně z ostrovů. Město Smyrna mělo koncem 17. století asi 8000 původních řeckých obyvatel, v polovině století to bylo již kolem 30 000 Řeků, kteří sem přišli z různých částí řeckého světa, také hlavně z ostrovů a zbytku Anatolie. Noví řečtí přistěhovalci zakládali nová města jako Sevdikioi, Ajasmati, Dekili, Adamyttio, Lampsakos založené ostrovany nebo velkoměsto Vurla (turecky Urla), předměstí Smyrny, založené ostrovany a Peloponésany na místě starověkých Klazomén. Město Chatzileri osídlili hlavně řečtí Kypřané. Tito Řekové splynuli s původním řeckým obyvatelstvem a přejali tradiční maloasijskou řeckou kulturu. Maloasijští Řekové z východní Iónie se udrželi ve městech jako Filadelfia (turecky Alaşehir), Magnisia či Thyatira (turecky Akhisar), mnozí z nich však mluvili turecky. Iónie patřila mezi nejkulturnější místa Osmanské říše, město Smyrna patřilo k nejmodernějším evropským velkoměstům.
Počátkem 20. století tvořili Řekové v Iónii většinu, menšiny byly tvořeny Armény, Turky a Židy. Během řecké osvobozenecké války Turci zmasakrovali část místního řeckého obyvatelstva, během 1. světové války řecký premiér Eleftherios Venizelos ovládl celou Iónii, ale později utrpěli Řekové porážku a turecká vojska pod velením Mustafy Kemala Atatürka podpálila Smyrnu a vyvraždila 50 000 Řeků a Arménů. V roce 1923 byla podepsána smlouva o řecko-turecké výměně obyvatelstva, 2 000 000 maloasijských Řeků tehdy bylo odsunuto do Řecka, z toho pouze 600 000 pocházelo z Iónie. Řekové z Iónie se usadili hlavně v Athénách, Attice a Soluni. V Attice založili města s názvy jako Nea Ionia (Nová Iónie), Nea Smyrni (Nová Smyrna), Nea Filadelfia, Nea Erythrea či Palea Fokea (Stará Fókaia). V Iónii se usadilo muslimské obyvatelstvo z Řecka (zejména Kréťané), mnozí z muslimů však mluvili řecky, takže část dnešního tureckého obyvatelstva Iónie mluví řecky, i když řečtina je již na úpadku. Název Iónie se v Turecku již nepoužívá.

## Kultura

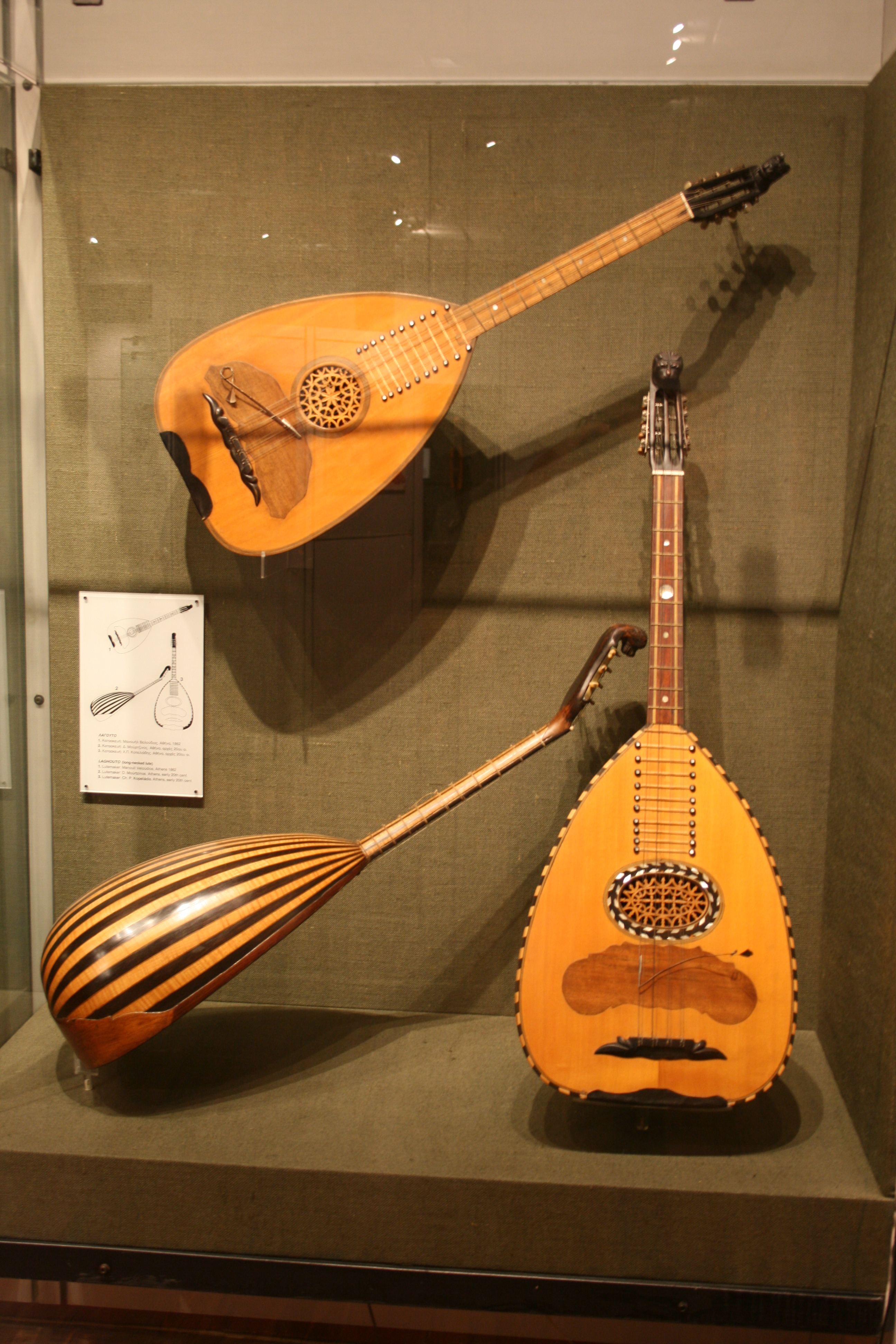
Laouto

Iónie vždy patřila mezi nejvyspělejší řecká území. Ve starověku se právě zde zrodila tradiční řecká civilizace a Iónie se stala zprostředkovatelem mezi vyspělými asijskými kulturami a zbytkem Řecka. Orientální civilizace se s Ióny často setkávali, proto i v mnoha východních jazycích označení Yunan (tedy Ión) znamenalo Řek. Toto jméno se dnes používá v turečtině, která ho převzala z perštiny.
Západní Malá Asie patřila mezi nejvyspělejší území světa i během středověku, ve 13. století byla Iónie důležitým územím Nikájského císařství, pocházely odsud mnohé významné osobnosti. Během tureckého období patřilo město Smyrna k nejmodernějším evropským velkoměstům. V 18. století zde byly otevřeny tradiční řecké kavárny známé jako Kafé Aman, kde se sdružovali zpěváci a vytvářely se zde řecké lidové písně známé do současnosti. Tradiční lidová hudba Iónie je orientální, její kořeny můžeme hledat ještě ve starověku, kdy ji vytvořili místní iónští Řekové pod různými orientálními vlivy, což pokračovalo i během byzantské doby. Během turecké vlády byla iónská hudba ovlivněna hudbou egejských ostrovů, jelikož se tu usídlilo mnoho Řeků z ostrovů, naopak z Iónie na ostrovy také pronikaly hudební vlivy, proto je řecká ostrovní hudba velmi podobná té západoanatolské. Takovou hudbu převzali i Turci. V hudbě dominují hlavně strunné nástroje. Tradičními lidovými nástroji Iónie jsou orientální mandolíny buzuki, saz, úd, laouto, a také kanun, santuri (řecky cymbal), housle (řecky violi) a orientální buben tumberleki. V pozadí nebo jako doprovod se někdy používá i klarinet (řecky klarina).
Tradiční tance zahrnují panhelénský kruhový syrtos, známý je tzv. Syrtos ze Smyrny (řec. Smyrneikos syrtos, tur. Izmir syrtosu), jiné známé tance jsou karsilamas, tanec tváří v tvář či zeibekiko, volný mužský tanec. Nejoblíbenějším ženským tancem je tzv. tsifetetli (tur. Çiftetelli), což je typický anatolský břišní tanec tancovaný Řekyněmi, Turkyněmi a také Arménkami. Bohatá hudební kultura Iónie poznamenala celé moderní Řecko, řečtí přistěhovalci v roce 1923 tuto hudbu přinesli do Řecka a z ní se vyvinula tradiční řecká hudba, styly jako rembetiko, laïkó a sirtaki. Nástroj buzuki je nejoblíbenějším řeckým nástrojem a tradiční břišní tanec tsifteteli je dnes nejoblíbenějším ženským řeckým tancem. Ženské tradiční lidové kroje byly bohatě zdobené a třpytivé, muži nosili fez (řec. fesi), košili (řec. pukamisso) a tmavou suknici vraka. Ve velkoměstech se však již začátkem 18. století rozšířila evropská móda.